# SMS S 149
S 149 – niemiecki niszczyciel z okresu I wojny światowej. Dwunasta jednostka typu S 138. Okręt wyposażony w cztery kotły parowe opalane węglem. Brał udział w bitwie koło Östergarnu. Po pierwszej wojnie światowej pod banderą Reichsmarine. 16 maja 1927 roku skreślony z listy jednostek floty, a następnie złomowany.